# Andréi Gólubev
Andréi Gólubev (Volzhski, Rusia, 22 de julio de 1987) es un tenista de Kazajistán, aunque nacido en Rusia. En su carrera ha conquistado un título a nivel ATP y su ranking más alto fue el puesto n.º33  alcanzado en octubre de 2010.

## Carrera
Hasta la celebración del torneo de Wimbledon de 2008, Gólubev compitió representado a Rusia. Sin embargo, a partir del Masters de Canadá de ese año, pasó a competir bajo la bandera de Kazajistán, tal como se refleja en su perfil de la ATP.

### 2006
A pesar de terminar la temporada 2005 con una carrera de alto rango, Gólubev tuvo problemas para iniciar la temporada 2006, no pudo pasar más allá de los cuartos de final de un evento de futuros hasta mediados de mayo y cayó por debajo del lugar número 400 en el ranking a mediados de marzo. 
Regresó al circuito challenger para el inicio de junio, la calificación para el Challenger de Turín, donde perdió en la primera ronda. Posteriormente en el Challenger de Milán donde ingresó como invitado, avanzó a los cuartos de final antes de perder ante Arnaud Di Pasquale.
Sus siguientes tres intentos de clasificación para los challengers fallaron, así que de nuevo volvió al circuito de futuros, pero con más éxito que sus apariciones de principio de temporada, disputando las finales tanto en Módena y Piombino, volviendo al top 400. 
Gólubev se centró de nuevo en torneos futuros para terminar la temporada, y tuvo cierto éxito significativo. Derrotó a Adrian Mannarino en la final de un evento en Rodez. Terminó el año en la posición n.º 305 del ranking mundial. 
La clasificación de Gólubev también mejoró en dobles. Después de hacer dos finales de torneo en junio, se trasladó en el top 500, terminando el año en la posición n.º 510.

### 2007
Comienza el año intentando clasificar para el Qatar ExxonMobil Open en Doha, pero perdió su primer partido en tres sets. Continuó con sus intentos de calificar para grandes eventos cuando entró en la clasificación para el Abierto de Australia. En Melbourne, ganó su primer partido de clasificación contra Ernests Gulbis, pero perdió el segundo y no pudo avanzar. Sin embargo, los puntos de ranking que este intento le otorgó, trasladó a Gólubev en el top 300 por primera vez en su carrera. 
A través de los primeros meses del año, Gólubev siguió intentando calificar para torneos ATP y eventos challenger, sin éxito. Disputó la última ronda de clasificación en varias ocasiones, incluso perdió ante Radek Štěpánek en el Open 13 de Marsella.
En el Challenger de Roma hizo su primera aparición en un cuadro principal desde septiembre de 2006, donde llegó a los cuartos de final. Posteriormente llegó a las semifiniales en Sassuolo un mes más tarde, al ganar seis partidos seguidos para entrar en el top 250 por primera vez. Esto le facilitó la entrada a los cuadros principales así como también ingresar en el cuadro clasificatorio del Campeonato de Wimbledon. En su primer gran evento en el césped, Gólubev derrotó al principal cabeza de serie Olivier Patience, pero se quedó corto en la ronda final, perdiendo su primer partido a cinco sets ante Jimmy Wang y no conseguir la clasificación.
A finales de julio en el Challenger de Recanati, derrotó a Rainer Schuettler y Gilles Müller para disputar su primera final a nivel challenger, donde perdió de nuevo ante Wang. Esta actuación le levantó en el top 200 por primera vez en su carrera. 
Siguió jugando challengers para el resto de la temporada, con su mejor resultado en Grenoble, donde hizo semifinales. A finales de octubre, Gólubev intentó de nuevo calificar para un evento ATP Tour, en el Torneo de Basilea. Esta vez, fue un éxito, no perdió un solo set en la calificación. En primera ronda ganó su primer partido en un cuadro principal ATP al derrotar al estadounidense Amer Delic. Terminó la temporada en el ranking 177.

### 2008
El mejor jugador de Kazajistán terminó entre los Top 100 tras llegar a su primera final ATP y ganar dos títulos de Challenger. Consiguió un registro de 6-5 en el nivel ATP, clasificando a cuadros principales cinco veces y completando marcas de 19-13 en Challengers. 
Abrió la temporada clasificando a Adelaida (perdiendo ante Ernests Gulbis) y más tarde clasificó al Challenger de Heilbronn y ganó el título (venciendo a Philipp Petzschner). En mayo avanzó a cuartos de final del Challenger de San Remo. En julio llegó a cuartos de final en el Challenger de Córdoba y luego clasificó a su primer torneo Masters 1000 en Toronto (perdiendo ante Thomas Johansson). El mes siguiente clasificó en Los Ángeles (perdiendo ante Florent Serra) y entonces consiguió entrar a su primer Grand Slam en el US Open (venciendo a Daniel Evans en primera ronda, perdiendo ante David Nalbandian en segunda). Luego de una semifinal en el Challenger de Alphen aan den Rijn en Holanda, hizo su debut en Copa Davis por Kazajistán ante Filipinas y ganó sus duelos de sencillos. En octubre clasificó a San Petersburgo y obtuvo triunfos sobre Olivier Rochus, el ex n.º 1 Marat Safin, Mischa Zverev y Victor Hanescu antes de caer con el n.º 4 Andy Murray en la final. Cerró la temporada con el título en el Challenger de Astaná (venciendo a Laurent Recouderc). En sus dos torneos finales saltó del n.º 150 a su mejor posición, n.º 93. Ganó un total de $214 955.

### 2009
Perdió en primera ronda del Australian Open (ante Fabio Fognini), segunda ronda de Roland Garros (perdiendo ante Lleyton Hewitt), primera ronda de Wimbledon (perdiendo ante Jo-Wilfried Tsonga) y primera ronda del US Open (ante Leonardo Mayer). Clasificó al ATP World Tour Masters 1000 de Montreal (perdiendo ante Stanislas Wawrinka en segunda ronda). 
En el ATP Challenger Tour revalidó el título en Astaná (venciendo a Illya Marchenko), alcanzó la final en el Challenger de Recanati (perdiendo ante Stéphane Bohli) y la semifinal de Burdeos (perdiendo ante Marc Gicquel).

### 2010
El mejor jugador de Kazajistán fue nombrado como el Mayor Ascenso del Año en ATP tras subir en 2009 desde el n.º 133 hasta su mejor puesto, el n.º 36, al final del año, con su mejor registro de triunfos, 24 victorias. 
En julio capturó su primer título ATP World Tour en Hamburgo sin perder un set (venciendo a Jürgen Melzer en la final). También consiguió su primer triunfo ante un Top 10 al derrotar al n.º 6 Nikolái Davydenko en su camino. En octubre avanzó a la final en el Torneo de Kuala Lumpur (perdiendo ante Mijaíl Yuzhny) con victorias ante dos Top 10 como Robin Söderling y David Ferrer. Estuvo invicto en cinco partidos de sencillos de Copa Davis para llevar a su país al Grupo Mundial para 2011 por primera vez. 
Completó marcas de 13-13 en polvo de ladrillo y 11-5 en pistas duras. Ganó su mayor monto en dinero, $723,166.

### 2011
El Jugador de Mayor Progreso ATP de 2010 comenzó el año como n.º 36 del mundo. 
Cortó una racha de 18 derrotas seguidas en agosto en el ATP World Tour Masters 1000 de Cincinnati (perdiendo con el checo Radek Štěpánek en segunda ronda). Perdió con el n.º 1 del mundo Rafael Nadal en primera ronda del US Open. Quedó 3-10 contra rivales Top 10 en su carrera. Fue su séptima derrota seguida en primera ronda de Grand Slam.

### 2012
Completa una muy mala temporada quedando más allá del Top 150. Clasificó para el Abierto de Australia (perdiendo en segunda ronda ante Richard Gasquet. Luego clasificó seguidamente para Dubái y el Masters de Indian Wells (cayendo en ambos en segunda ronda ante Novak Djokovic y Juan Martín del Potro. En abril, en Barcelona jugó su último torneo ATP del año. 
Su mejor resultado en Challengers fueron unas semifinales en Pekín (perdiendo ante Di Wu) y unos cuartos de final en Samarcanda y Lermontov.

### 2013
El n.º 2 de Kazajistán (detrás de n.º 67 Mijaíl Kukushkin) terminó justo fuera del Top 100 en el n.º 103, por tercer año consecutivo destacando su 4° título en el Challenger de Marburgo (venciendo a Diego Schwartzman) en junio y llegó a la final en Kazan (perdiendo con Aleksandr Nedoviésov) en octubre. Terminó 30-15 en Challengers.
Quedó 5-5 en el circuito ATP y llegó a sus cuartos de final de su carrera en Moscú (perdiendo contra su compatriota Mijaíl Kukushkin) desde la fase de clasificación. En Grand Slam perdió en la fase de clasificación del Abierto de Australia, Roland Garros y US Open. Marcas de 3-2 en asfalto y 2-3 en arcilla.

## Torneos de Grand Slam

### Dobles

#### Finalista (1)
| Año  | Torneo        | Pareja           | Oponentes en la final               | Resultado        |
| 2021 | Roland Garros | Aleksandr Búblik | Pierre-Hugues Herbert Nicolas Mahut | 6-4, 6-7(1), 4-6 |

## Títulos ATP (2; 1+1)

### Individual (1)
| Leyenda                   |
| Grand Slam (0)            |
| ATP World Tour Finals (0) |
| ATP Masters 1000 (0)      |
| ATP World Tour 500 (1)    |
| ATP World Tour 250 (0)    |

| N.º | Fecha               | Torneo   | Superficie    | Oponente en la final | Resultado |
| --- | ------------------- | -------- | ------------- | -------------------- | --------- |
| 1.  | 25 de julio de 2010 | Hamburgo | Tierra batida | Jürgen Melzer        | 6-3, 7-5  |

#### Finalista (2)
| N.º | Fecha                 | Torneo          | Superficie | Oponente en la final | Resultado           |
| --- | --------------------- | --------------- | ---------- | -------------------- | ------------------- |
| 1.  | 20 de octubre de 2008 | San Petersburgo | Dura (i)   | Andy Murray          | 1-6, 1-6            |
| 2.  | 27 de octubre de 2010 | Kuala Lumpur    | Dura       | Mikhail Youzhny      | 7-6(7), 2-6, 6-7(3) |

### Dobles (1)
| Leyenda                         |
| Grand Slam (0)                  |
| ATP Wourld Tour Finals (0)      |
| ATP Masters 1000 World Tour (0) |
| ATP World Tour 500 (0)          |
| ATP World Tour 250 (1)          |

| N.º | Fecha                 | Torneo    | Superficie | Pareja          | Oponentes en la final    | Resultado   |
| --- | --------------------- | --------- | ---------- | --------------- | ------------------------ | ----------- |
| 1.  | 22 de octubre de 2023 | Estocolmo | Dura (i)   | Denys Molchanov | Yuki Bhambri Julian Cash | 7-6(8), 6-2 |

#### Finalista (2)
| N.º | Fecha                 | Torneo          | Superficie    | Pareja           | Oponentes en la final               | Resultado        |
| --- | --------------------- | --------------- | ------------- | ---------------- | ----------------------------------- | ---------------- |
| 1.  | 12 de junio de 2021   | Roland Garros   | Tierra batida | Aleksandr Búblik | Pierre-Hugues Herbert Nicolas Mahut | 6-4, 6-7(1), 4-6 |
| 2.  | 31 de octubre de 2021 | San Petersburgo | Dura (i)      | Hugo Nys         | Jamie Murray Bruno Soares           | 3-6, 4-6         |

## Títulos ATP Challenger

### Individuales (7)
| N.º | Fecha                   | Torneo                  | Superficie    | Oponente en la final | Resultado          |
| --- | ----------------------- | ----------------------- | ------------- | -------------------- | ------------------ |
| 1.  | 2008                    | Challenger de Heilbronn | Tierra batida | Philipp Petzschner   | 2-6, 6-1, 3-1 ret. |
| 2.  | 2008                    | Challenger de Astaná    | Dura          | Laurent Recouderc    | 1-6, 7-5, 6-3      |
| 3.  | 7 de noviembre de 2009  | Challenger de Astaná    | Dura          | Illya Marchenko      | 6-3, 6-3           |
| 4.  | 30 de junio de 2013     | Challenger de Marburgo  | Tierra batida | Diego Schwartzman    | 6-1, 6-3           |
| 5.  | 24 de noviembre de 2013 | Challenger de Tiumén    | Dura (i)      | Andrey Kuznetsov     | 6-4, 6-3           |
| 6.  | 23 de febrero de 2014   | Challenger de Astaná    | Dura (i)      | Gilles Müller        | 6-4, 6-4           |
| 7.  | 13 de marzo de 2016     | Challenger de Jönköping | Dura (i)      | Karén Jachánov       | 96-7, 7-65, 7-64   |

### Finalista (5)
| N.º | Fecha                 | Torneo                   | Superficie    | Oponente en la final | Resultado      |
| --- | --------------------- | ------------------------ | ------------- | -------------------- | -------------- |
| 1.  | 2007                  | Challenger de Recanati   | Dura          | Jimmy Wang           | 3-6, 6-3, 4-6  |
| 2.  | 26 de julio de 2009   | Challenger de Recanati   | Dura          | Stéphane Bohli       | 4-6, 6-7       |
| 3.  | 31 de enero de 2010   | Challenger de Heilbronn  | Tierra batida | Michael Berrer       | 3-6, 6-7       |
| 4.  | 27 de octubre de 2013 | Challenger de Kazan 2    | Dura (i)      | Aleksandr Nedovyesov | 4-6, 1-6       |
| 5.  | 6 de febrero de 2016  | Challenger de Launceston | Dura          | Blake Mott           | 7-64, 1-6, 2-6 |

## Clasificación en torneos del Grand Slam
| Torneo             | 2007 | 2008 | 2009 | 2010 | 2011 | 2012 | 2013 | 2014 | 2015 | 2016 | 2017 | 2018 | 2019 | 2020 | 2021 | Títulos |
| ------------------ | ---- | ---- | ---- | ---- | ---- | ---- | ---- | ---- | ---- | ---- | ---- | ---- | ---- | ---- | ---- | ------- |
| Australian Open    | -    | -    | 1r   | 2r   | 1r   | 2r   | Q1   | 1r   | 1r   | Q1   | Q1   | A    | A    | A    | A    | 0       |
| Roland Garros      | -    | -    | 2r   | 1r   | 1r   | Q1   | Q1   | 1r   | 1r   | Q3   | A    | A    | A    | A    | A    | 0       |
| Wimbledon          | -    | -    | 1r   | 1r   | 1r   | A    | A    | 1r   | A    | Q1   | A    | A    | A    | ND   |      | 0       |
| US Open            | -    | 2r   | 1r   | 1r   | 1r   | Q2   | Q3   | 1r   | Q2   | Q1   | A    | A    | A    | A    |      | 0       |
| Tennis Masters Cup | -    | -    | -    | -    | -    | -    | -    | -    | -    | -    | -    | -    | -    | -    | -    | 0       |